# Le Sorcier, le Prince et le Bon Génie
Pour plus de détails, voir Fiche technique et Distribution.
Le Sorcier, le Prince et le Bon Génie est un court métrage de Georges Méliès sorti en 1900 au début du cinéma muet. Il dure deux minutes.

## Synopsis
Un prince va voir un sorcier qui lui fait quelques tours : disparaître une table, changer un chaudron en une dame puis faire disparaître cette dernière à qui le prince faisait désormais la cour. Le prince en veut désormais au sorcier et tente en vain de le tuer avec une épée. Le prince est ensuite changé en gueux et entouré d'une foule de femmes à l'air mystique, qu'il implore. Il peut finalement retrouver son apparence initiale et partir avec sa dame, alors que le sorcier est enfermé dans une cage.